# اماینایکانور
اماینایکانور (به انگلیسی: Ammainaickanur) یک منطقهٔ مسکونی در هند است که در تامیل نادو واقع شده‌است.

## خصوصیات
اماینایکانور ۱۶٬۵۴۷ نفر جمعیت دارد.